# Lula Ali Ismaïl
Lula Ali Ismaïl (nacida en 1978) es una directora de cine y guionista yibutí-canadiense. Es la primera mujer de su país en producir una película, lo que le valió el apodo de "la primera dama del cine de Yibuti". Dirigió el cortometraje de ficción de veintisiete minutos Laan (2011). La película se proyectó en el festival Montreal Vues d'Afrique 2012 y en 2013 en FESPACO. En 2014 comenzó a trabajar en una película, Dhalinyaro, coescrita con Alexandra Ramniceanu y Marc Wels. La película, primer largometraje de Yibuti, se estrenó en julio de 2017.

## Biografía
Ali Ismail nació en Yibuti en 1978 dentro de una familia del clan Issa, y en 1992 se estableció en Montreal, Quebec, Canadá, como parte de una ola de inmigrantes que abandonaron el empobrecido y políticamente inestable país africano. La menor de ocho hijos, estudió automatización de oficinas y trabajó como asistente legal durante siete años, pero desarrolló un interés en el mundo de la actuación y el cine, y comenzó a tomar cursos sobre el tema. Al principio, interpretó papeles menores en varias series de televisión en Quebec, pero encontró más interés en el cine. 

## Carrera
En 2012, Ali Ismail creó su ópera prima, un cortometraje de 27 minutos llamado Laan (Amigas), una historia sobre Souad, Oubah y Ayane, tres mujeres jóvenes en Yibuti que mastican qat y buscan el amor. Ali Ismail también interpretó uno de los papeles principales. La película describe la vida cotidiana en su país. Fue la primera película dirigida por una mujer de Yibuti. Ali Ismail relata que los fondos necesarios para esta película se recaudaron principalmente con la ayuda de su familia y amigos. Cuando llegó a Yibuti, contactó al Ministerio de Cultura para obtener apoyo, pero el gobierno no tenía un presupuesto para tales proyectos. Sin embargo, continuó, estableciendo así la piedra angular de una industria cinematográfica en su país. La película se ha exhibido en diferentes festivales en África, Europa y América del Norte, y ha sido bien recibida por los críticos.
En 2014, filmó su primera película de larga duración, Dhalinyaro (Juventud). La película sigue a tres mujeres jóvenes de diferentes orígenes socioeconómicos. Fue apoyada por la Organización Internacional de la Francofonía, y fue coproducida en Canadá, Somalia, Francia y Yibuti, donde fue filmada en su totalidad. La película se estrenó en 2017 en el país africano y contó con la presencia de los ministros de Educación, Comunicación y Cultura.

## Filmografía
- Laan, 2011
- Dhalinyaro / Jeunesse [Juventud], 2017